# Barycz-Kolonia
Barycz-Kolonia [pronunciación en polaco: /ˈbarɨt͡ʂ kɔˈlɔɲa/] es una aldea ubicada en el distrito administrativo de Gmina Zwoleń, dentro del condado de Zwoleń, Voivodato de Mazovia, en el centro-este de Polonia.